# Ctenoplectra elsei
Ctenoplectra elsei là một loài Hymenoptera trong họ Apidae. Loài này được Engel mô tả khoa học năm 2007.